# Maury Ponickwar de Souza
Maury Ponickwar de Souza, conosciuto semplicemente come Maury (Campinas, 2 settembre 1962), è un ex cestista brasiliano.
È il fratello di Marcel.

## Carriera
Con il Brasile ha disputato due edizioni dei Giochi olimpici (Seul 1988, Barcellona 1992), quattro dei Campionati mondiali (1982, 1986, 1990, 1994) e cinque dei Campionati americani (1988, 1989, 1992, 1993, 1995).